# Rodium

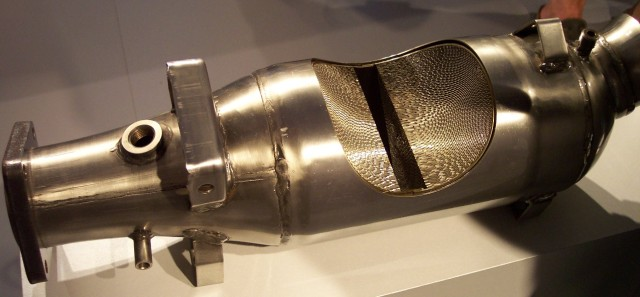
Autokatalysator waarin rodium wordt gebruikt.

Rodium is een scheikundig element met symbool Rh en atoomnummer 45. Het is een zilverwit overgangsmetaal.

## Ontdekking
Rodium is in 1803 ontdekt door Engelse chemicus William Hyde Wollaston tijdens het onderzoeken van ruw platina-erts afkomstig uit Zuid-Amerika. Eerst loste hij het erts op in koningswater en neutraliseerde het zuur met natriumhydroxide. Door ammoniumchloride toe te voegen sloeg het platina neer en na het verwijderen van nog wat andere elementen bleven er rode rodiumchloridekristallen over. Hieruit werd door reductie met waterstofgas zuiver rodium geïsoleerd.
De naam rodium (vroeger rhodium) komt van het Griekse ῥόδον, rhodon, dat roos betekent.

## Toepassingen

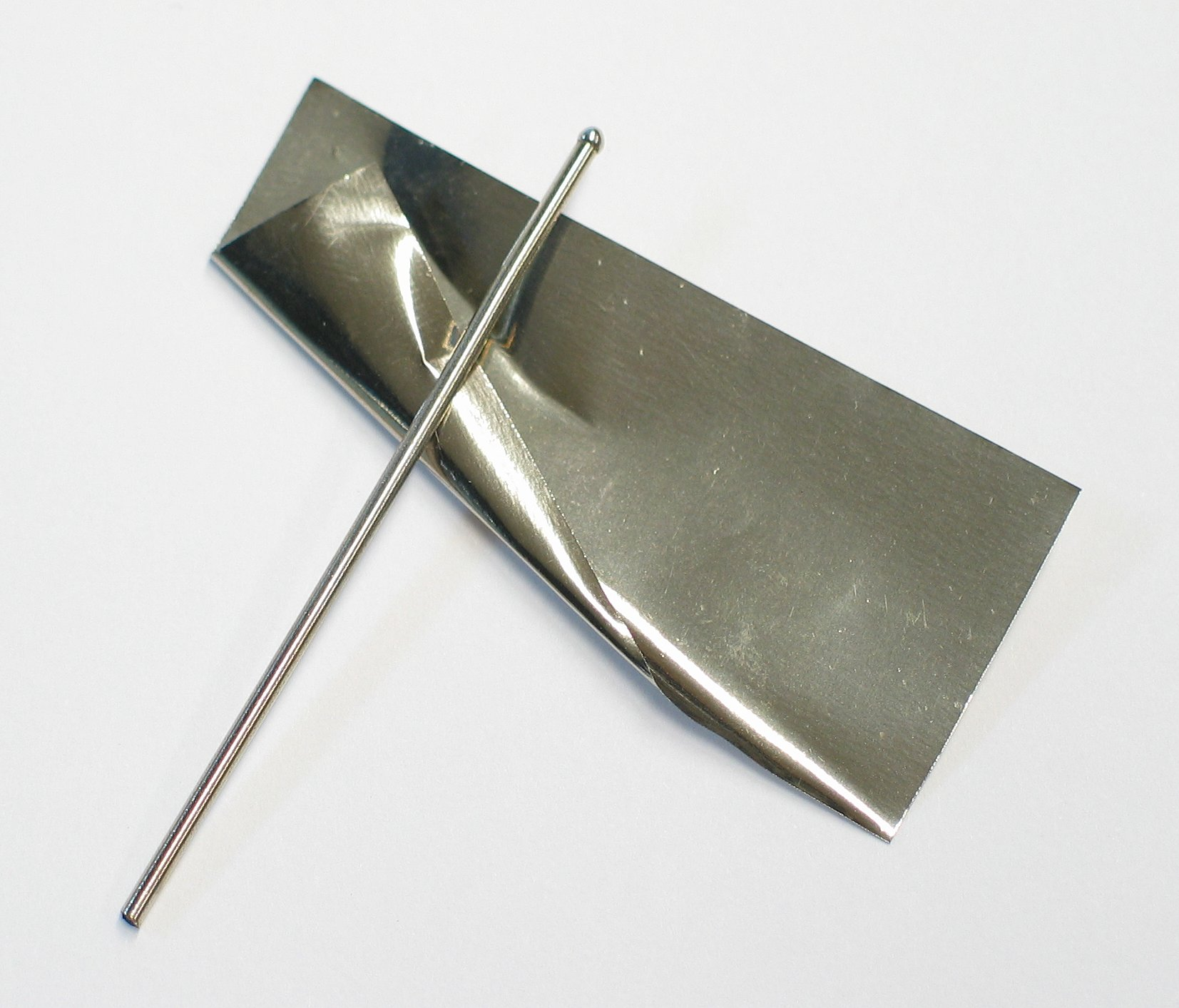
Folie en draad van rodium

Rodium wordt in de industrie weinig gebruikt. Het meest voorkomende gebruik is als toevoeging aan platina en palladium om deze metalen harder te maken.
Dergelijke legeringen worden gebruikt in gloeispiralen, thermokoppels, elektroden in bougies voor de luchtvaart, in trekstenen voor het vervaardigen van glasvezel, en voor smeltkroezen in laboratoria.
Andere toepassingen zijn:
- Als decoratie en in juwelen. Het voorzien van witgouden en zilveren sieraden van een rodium toplaag wordt ook wel rodineren genoemd.
- De lage elektrische weerstand, stabiele overgangsweerstand en goede corrosiebestendigheid maken rodium zeer geschikt als contact in agressieve omgevingen.[1]
- In de chemische industrie wordt rodium gebruikt als katalysator.[1]
- Opgedampt rodium of een op elektrolytische wijze aangebrachte laag rodium is zeer hard en wordt toegepast in optische instrumenten.[1]
- Als anodemateriaal in röntgentoestellen voor mammografie.[2]

## Opmerkelijke eigenschappen
Rodium is een zeer hard metaal met goede lichtweerkaatsende eigenschappen. Indien roodheet wordt het langzaam omgezet in zijn sesquioxide, rodium(III)oxide, maar bij nog hogere temperaturen keert het weer terug naar de metallische vorm. Chemisch vertoont rodium veel overeenkomsten met platina, maar de dichtheid is lager en het smeltpunt ligt hoger.

## Verschijning
Er zijn zeer weinig rodiumhoudende mineralen. Op de plaatsen waar rodium voorkomt is het veelal gemengd met platina, goud en palladium en het scheiden hiervan is een ingewikkeld en duur proces. De grootste bronnen zijn te vinden in de Oeral. In sommige streken in Noord-Amerika wordt rodium ook wel aangetroffen in koper- en nikkelsulfide. Wereldwijd bedraagt de jaarlijkse rodiumproductie nog geen 25 ton.
Een tussenproduct bij de bereiding van het metaal is rodium(III)sulfaat.

## Isotopen
| Stabielsste isotopen | Stabielsste isotopen | Stabielsste isotopen     | Stabielsste isotopen     | Stabielsste isotopen     | Stabielsste isotopen     |
| Iso                  | RA (%)               | Halveringstijd           | VV                       | VE (MeV)                 | VP                       |
| -------------------- | -------------------- | ------------------------ | ------------------------ | ------------------------ | ------------------------ |
| 101Rh                | syn                  | 3,3 j                    | EV                       | 1,614                    | 101Ru                    |
| 102Rh                | syn                  | 207 d                    | β+ en β−                 | 2,323                    | 102Pd                    |
| 103Rh                | 100                  | stabiel met 58 neutronen | stabiel met 58 neutronen | stabiel met 58 neutronen | stabiel met 58 neutronen |

In de natuur komt er op aarde één stabiele isotoop voor (rodium-103). Daarnaast zijn er ongeveer 20 radioactieve isotopen bekend waarvan de halveringstijden veelal niet langer dan een uur bedragen. Alleen rodium-101 en rodium-102 vormen hierop een uitzondering met respectievelijk 3,3 jaar en 207 dagen.

## Toxicologie en veiligheid
In water oplosbaar (gehydrateerd) rodium(III)chloride is in beperkte mate onderzocht en mogelijk kankerverwekkend. Metallisch rodium en andere rodiumverbindingen zoals in water onoplosbaar (niet gehydrateerd) rodium(III)chloride is onvoldoende onderzocht om eventuele giftigheid te kunnen vaststellen.